# Kisdarnóc
Kisdarnóc (horvátul: Brodski Drenovac) falu Horvátországban, Pozsega-Szlavónia megyében. Közigazgatásilag Pleterniceszentmiklóshoz tartozik.

## Fekvése
Pozsegától légvonalban 13, közúton 23 km-re délkeletre, községközpontjától légvonalban 8, közúton 11 km-re délnyugatra, a Dilj-hegység északnyugati lejtőin, az Orljava bal partján fekszik. A falu házai két oldalon a folyóval párhuzamos hosszú főutca mentén sorakoznak.

## Története
Az Orljava mentén található középkori Darnóc várát királyi várként 1230-ban említik először „Castrum (regis) de Posoga Dornoch vocata iuxta fluvium Orioa” alakban, míg a vár alatti település 1310-ben „Poss. Dornoch” néven szerepel először írásos forrásban. 1310 és 1509 között a dorozsma nembeli Garai-Bánfi család tulajdonában volt. Közben a Garai család kihalta után egy ideig a vingárti Gerébek is birtokosai voltak. 1506-ban a várat már „Castellum Kysdarnowcz” néven említik megkülönböztetésül a Verőce megyei Darnóc várától, ugyanekkor a falu is „Kis-Darnovcz” néven szerepel a vár tartozékainak felsorolásában. A várnak ma már nyoma sincs. 
A török 1536 körül foglalta el és a Pozsegai szandzsákhoz csatolta. A török hódoltság alatt a település náhije központjaként mezővárosi rangot viselt és így szerepel 1566-ban a török defterben is. 1698-ban „Drinovacz” néven 20 portával a hajdútelepülések (pagus haidonicalis) között szerepel a török uralom alól felszabadított szlavóniai települések összeírásában. A Gradiskai határőrezredhez tartozott, majd a katonai közigazgatás megszüntetése után Pozsega vármegye része lett.
Az első katonai felmérés térképén „Dorf Drenovacz” néven található. Lipszky János 1808-ban Budán kiadott repertóriumában „Drenovacz” néven szerepel. 
Nagy Lajos 1829-ben kiadott művében „Drenovacz” néven 115 házzal, 549 katolikus és 35 ortodox vallású lakossal találjuk.
1857-ben 513, 1910-ben 1065 lakosa volt. Az 1910-es népszámlálás szerint lakosságának 92%-a horvát, 5%-a szerb anyanyelvű volt. Pozsega vármegye Bródi járásának része volt. Az első világháború után 1918-ban az új szerb-horvát-szlovén állam, majd később (1929-ben) Jugoszlávia része lett. 1991-től a független Horvátországhoz tartozik. 1991-ben lakosságának 97%-a horvát nemzetiségű volt. A településnek 2011-ben 686 lakosa volt. Temploma, iskolája, közösségi háza van.

## Lakossága
| Lakosság változása | Lakosság változása | Lakosság változása | Lakosság változása | Lakosság változása | Lakosság változása | Lakosság változása | Lakosság változása | Lakosság változása | Lakosság változása | Lakosság változása | Lakosság változása | Lakosság változása | Lakosság változása | Lakosság változása | Lakosság változása |
| ------------------ | ------------------ | ------------------ | ------------------ | ------------------ | ------------------ | ------------------ | ------------------ | ------------------ | ------------------ | ------------------ | ------------------ | ------------------ | ------------------ | ------------------ | ------------------ |
| 1857               | 1869               | 1880               | 1890               | 1900               | 1910               | 1921               | 1931               | 1948               | 1953               | 1961               | 1971               | 1981               | 1991               | 2001               | 2011               |
| 513                | 589                | 625                | 846                | 890                | 1.065              | 1.142              | 1.154              | 1.078              | 1.121              | 1.131              | 1.134              | 1.057              | 905                | 828                | 686                |

## Nevezetességei
- Szent Demeter tiszteletére szentelt római katolikus templomát[8] a 14. század elején egy kerek alaprajzú, horvát régészek szerint 7. - 9. századi erődítmény maradványaira építették gótikus stílusban. Az egykori sáncgyűrű nyomai ma már nem nagyon látszanak. A templom körül temető található. A templom egyhajós épület sokszögletű szentéllyel, zömök négyszögletes harangtoronnyal. Később a szentély falát megmagasították és védőtornyot formáltak belőle, melyről a felső részén kialakított lőrések tanúskodnak. Az apszist kívülről négy támpillér erősíti, a külső falat számos bevésés borítja. Belső részének gótikus díszei a diadalív korintoszi oszlopfői és a szentély háromrészes ülőfülkéje. Az újabb időben a templom egyik belső freskóján a vakolat alatt glagolita feliratot fedeztek fel, mely valóságos szenzációként hatott mivel a horvát szakemberek a korabeli Észak és Dél-Horvátország közötti kulturális kapcsolat bizonyítékát látták benne. Ilyen felirat korábban Szlavónia területén nem került elő.

- Falumúzeum.

## Oktatás
A településen a pleternicai elemi iskola négy osztályos területi iskolája működik.

## Sport
Az NK Hrvatski Dragoljovac labdarúgóklubot 1995-ben alapították.

## Híres emberek
Itt született 1888. szeptember 1-jén Andrija Štampar horvát szociálhigiénés szakorvos, egyetemi tanár, a Zágrábi Egyetem rektora, a Horvát Tudományos és Művészeti Akadémia elnöke.